# Přívalová povodeň

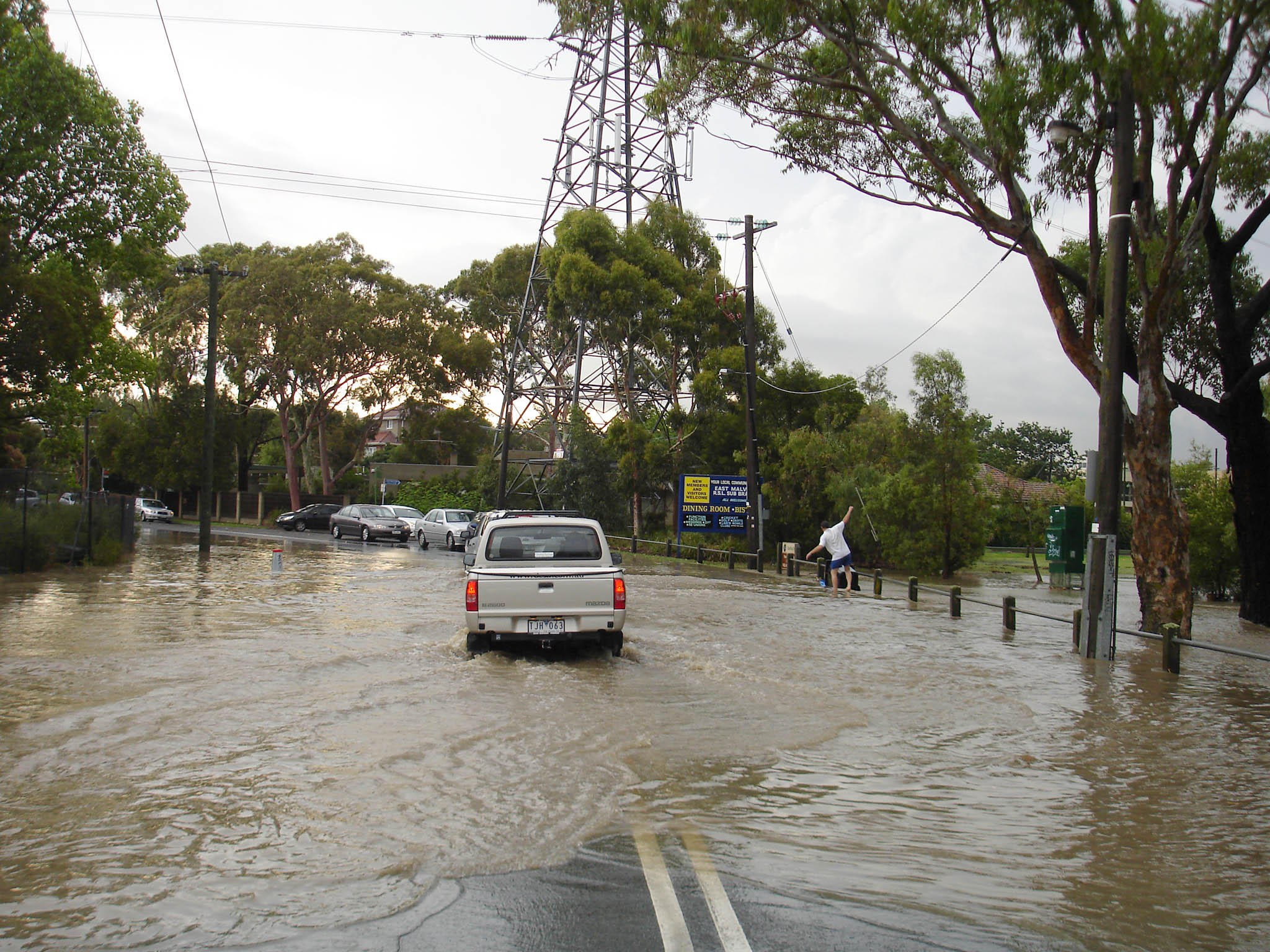
Auto jedoucí po cestě zaplavené přívalovou povodní.

Přívalová povodeň (nesprávně blesková povodeň) vzniká po (někdy jen krátkém) přívalovém dešti a je typická pro suché, pouštní nebo polopouštní oblasti. Může vznikat také v horských a podhorských oblastech. Může se vyskytovat i tam, kde je znemožněno nebo silně omezeno vsakování vody do půdy (například na rozsáhlých zpevněných plochách, především v městské zástavbě, s poddimenzovanou nebo ucpanou kanalizací). Řešením a prevencí je budování modro-zelené infrastruktury, tedy více vsakovacích a zelených prvků.
Hraniční intenzitu a trvání srážek potřebných pro vznik přívalové povodně nelze jednoznačně stanovit, protože závisí na mnoha faktorech od typu a tvaru terénu až po nasycenost půdy vodou, a ovlivňuje ji negativně také např. nevhodné hospodaření s krajinou.

## Přívalové povodně v Česku

### Povodně 2009
V červnu 2009 postihly území České republiky. Nejvíce postiženými obcemi se staly Polom, Bělotín, Nový Jičín a Lipník nad Bečvou. Dalšími postiženými oblastmi se staly podhůří Rychlebských hor a Jižní Čechy.

### Povodeň na Lužické Nise 2010
Následovala po přívalovém dešti a 7. srpna zasáhla oblasti severních Čech, Sasko a část jihozápadního Polska. Přívalové povodně si v okrese Liberec vyžádaly 5 mrtvých a škody byly odhadnuty řádově ve stamiliónech korun.